# Gary Taylor
Gary Taylor, pseudonim Walijski Smok (ur. 14 października 1961 w Swansea) – walijski sztangista, kulturysta, trójboista siłowy i strongman, pochodzenia kanadyjskiego.
Jeden z najlepszych brytyjskich strongmanów w historii tego sportu. Mistrz Wielkiej Brytanii Strongman w latach 1991 i 1995. Mistrz Europy Strongman (ex aequo z Forbesem Cowanem) w 1991 roku. Mistrz Świata Strongman 1993.

## Życiorys
Gary Taylor uczestniczył jako sztangista w Letnich Igrzyskach Olimpijskich 1984.
Kariera siłacza zakończyła się latem 1997 r., gdy podczas zawodów w Holandii doznał poważnej kontuzji. W konkurencji Przerzucanie opony, opona połamała mu nogi.
Pracował jako instruktor wychowania fizycznego w więziennictwie.

## Mistrzostwa Świata Strongman
Wziął udział pięciokrotnie w indywidualnych Mistrzostwach Świata Strongman, w latach 1991, 1992, 1993, 1994 i 1995. W swym debiucie na tych mistrzostwach zdobył tytuł Drugiego Wicemistrza Świata Strongman 1991. W Mistrzostwach Świata Strongman 1993 zdobył dla Wielkiej Brytanii czwarty i dotychczas ostatni tytuł Mistrza Świata Strongman. W Mistrzostwach Świata Strongman 1994 nie zakwalifikował się do finału.
Wymiary:
- wzrost 183 cm
- waga 134 kg
- biceps 56 cm
- klatka piersiowa 137 cm
- BMI 40

Rekordy życiowe:
- przysiad 385 kg
- wyciskanie 220 kg
- martwy ciąg 355 kg

## Osiągnięcia strongman
- 1991
  - 1. miejsce - Mistrzostwa Wielkiej Brytanii Strongman
  - 1. miejsce - Mistrzostwa Europy Strongman 1991
  - 3. miejsce - Mistrzostwa Świata Strongman 1991, Teneryfa, Hiszpania
- 1992
  - 2. miejsce - Mistrzostwa Europy Strongman 1992
  - 5. miejsce - Mistrzostwa Świata Strongman 1992, Islandia
- 1993
  - 2. miejsce - Mistrzostwa Europy Strongman 1993
  - 1. miejsce - Mistrzostwa Świata Strongman 1993, Orange, Francja
- 1994
  - 3. miejsce - Mistrzostwa Europy Strongman 1994
- 1995
  - 1. miejsce - Mistrzostwa Wielkiej Brytanii Strongman
  - 6. miejsce - Mistrzostwa Europy Strongman 1995
  - 3. miejsce - Mistrzostwa World Muscle Power
  - 6. miejsce - Mistrzostwa Świata Strongman 1995, Bahamy
- 1997
  - 4. miejsce - Drużynowe Mistrzostwa Świata Par Strongman 1997
  - 12. miejsce - Mistrzostwa Europy Strongman 1997 (kontuzjowany)